# 測雲気球

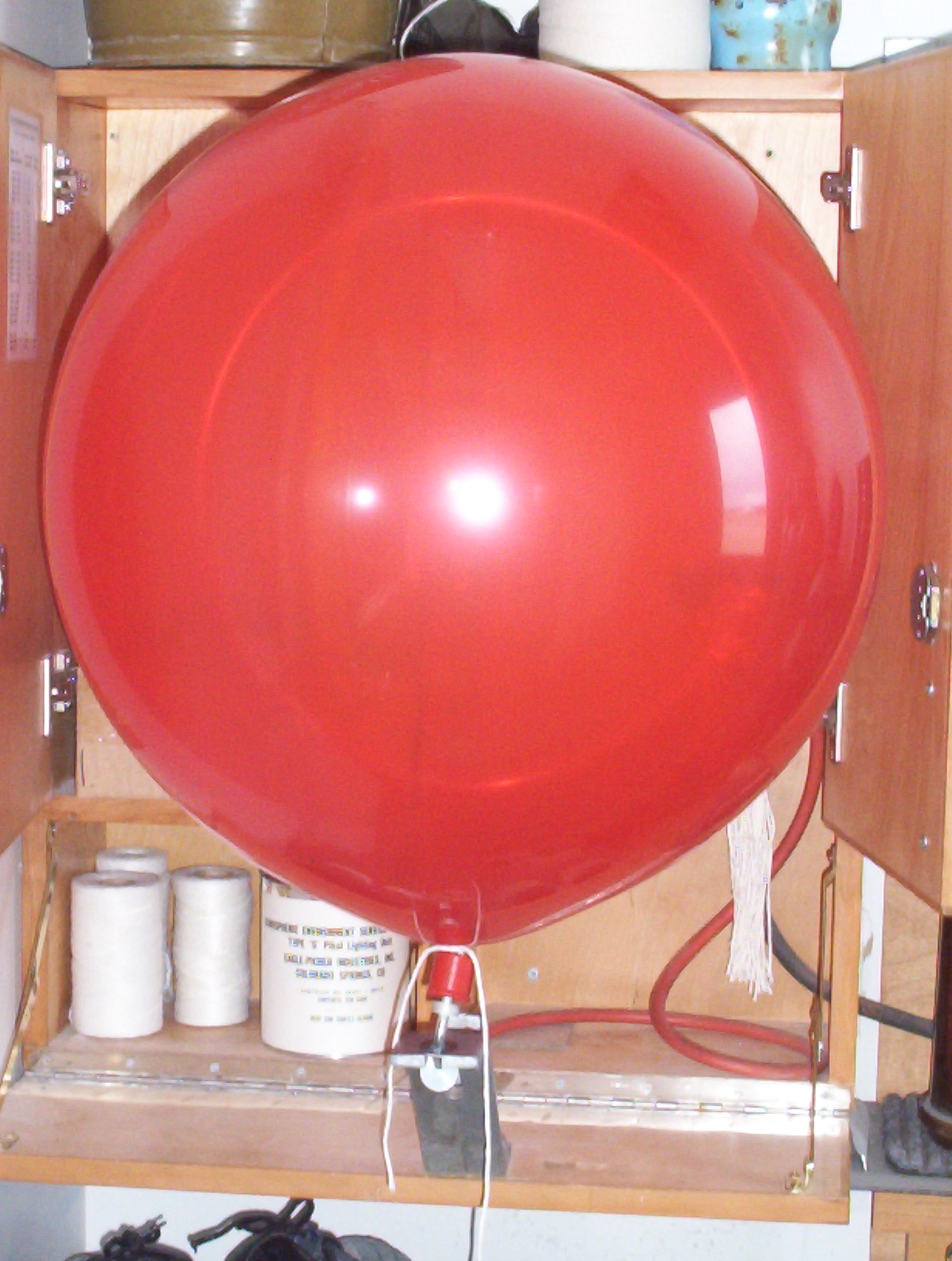
膨らました測雲気球。離れても見やすいように赤に着色されている。

測雲気球（そくうんききゅう、英:Ceiling balloon）は、雲底の高さを測定するために飛ばす小型のゴム気球でシーリングバルーンとも呼ばれる。
日本の気象庁では雲の気象観測で雲の雲向および雲速を測る測雲器とともに用いられる。
重量は4グラムから30グラム程度で、ゴム風船に比べ、膨張係数が大きい高品質のゴム気球が使用される。
気球は目視で観測しやすいように着色されたものが使われる。夜間の観測は気球に豆電球などを吊るしてともし観測の目印にするが、行われることは少ない。

## 使い方
所定の上昇速度になるよう水素を充填し、浮力を与える。上昇させて雲の中で見えなくなるまでの時間を測定し、速度との積から雲底の高さを得る。
上昇速度 (v) は、浮力 (L) と気球の重さ (W) で決まり、近似的に以下の公式で求められる。
{\displaystyle v={\frac {{kL}^{1/2}}{{(W+L)}^{1/3}}}}
ただし、kは気球の形と大きさによって定まる係数である。

## 測風気球
測風気球（そくふうききゅう）は上空の風向・風速を観測する目的で飛ばす気球のこと。飛ばしたゴム気球の動きを、1台もしくは複数台の測風経緯儀で目視で追跡記録することにより、上空の風向・風速の観測ができる。測風気球はパイロットバルーン(Pilot balloon)、パイバル、パイボールなどとも呼ばれる。
測風気球は、気球が一定速度に上昇した場合に観測の精度が上がるが、現実には上昇速度が不安定なこともあり、測風精度は高いわけではない。そのため、観測精度を上げるために複数台の測風経緯儀をある程度距離の離れた場所にそれぞれ設置し、同時観測が行われることがある。
測風気球観測は、気球が雲などに入るなど視覚的に見えなくなることで観測ができなくなる欠点があり、概ね上空1000m程度までの上層の風観測に適した観測方法である。
なお、一定高度の風観測を観測する場合は、ゴム気球ではなく浮力を調整したノンリフトバルーン（定高度気球）が使われる。
気象庁の上空の測風観測では、現在は定時に飛ばされ上空約30000mまで上昇するレーウィンゾンデからの電波を自動追跡する方向探知機やGPSゾンデの測位信号のデータ解析から自動的に測風観測が行われるため、測風気球による観測が行われることは多くはない。
しかし、レジャースポーツの熱気球のフライトの際には、事前に飛行地域の上空の風向・風速の観測結果から出発地や着陸予定地を選定したり、フライトの可否の判定をするために、測風気球による観測が行われる。この場合、高価なゴム気球ではなく普通のゴム風船を飛ばして観測が行われることも多い。

## その他
- 「バルーンシーリング」はバルーンアートの演出の一種で、風船を天井に埋め尽くす演出効果の名称として使われている。